# Daniel E. Sickles
Daniel Edgar Sickles (20. oktober 1819 – 3. marts 1914) var en farverig og kontroversiel amerikansk politiker, general i Unionens hær under den amerikanske borgerkrig og diplomat.
Som politiker i New York før borgerkrigen var Sickles involveret i en række skandaler, først og fremmest drabet på sin kones elsker, Philip Barton Key (1818-1859). Sickles blev som den første i USA frifundet med henvisning til, at han var sindssyg i gerningsøjeblikket.
Han blev en af de mest prominente politiske generaler i borgerkrigen. I slaget ved Gettysburg placerede han i modstrid med sine ordrer sit korps på et sted, hvor det blev så godt som udslettet, en handling som fortsat skaber debat selv i dag. Hans karriere som soldat i felten sluttede ved Gettysburg, hvor hans ene ben blev ramt af en kanonkugle.
Efter krigen kommanderede Sickles militærdistrikter under Rekonstruktionsperioden, var ambassadør i Spanien og vendte til sidst tilbage til USA's kongres, hvor han bidrog med lovgivning, som havde væsentlig betydning for, at slagmarken ved Gettysburg blev bevaret.

## Tidlige år og politik
Sickles blev født i New York. Hans forældre var Susan Marsh Sickles og George Garrett Sickles, en patentadvokat og politiker. (Nogle steder angives hans fødeår som 1825, og rent faktisk var Sickles selv kendt for at have hævdet dette. Historikere regner med, at Sickles med vilje valgte at virke yngre, da han giftede sig med en kvinde, som var under halvt så gammel som han). Han blev uddannet bogtrykker og studerede på det, som i dag hedder New York University). Han studerede jura på advokatkontoret ved Benjamin Butler, og blev advokat i 1846. Han var medlem af New York State Assembly (statens underhus) i 1843.
I 1852 giftede han sig med Teresa Bagioli, selv om det var i modstrid med begge familiers ønske. Han var 33, og hun var 15, men fremmelig af sin alder, og hun talte 5 sprog.
I 1853 blev han erhvervsadvokat for byen New York, men trådte snart efter tilbage for at blive sekretær på ambassaden i London under James Buchanan, udpeget af præsident Franklin Pierce. Han vendte tilbage til USA i 1855, var medlem af Senatet i New York fra 1856 til 1857, og fra 1857-1861 sad han i Repræsentanternes Hus i Washington D.C. som repræsentant for Demokraterne

### Mordet på Key
Sickles' karriere var fuld af personlige skandaler. Han blev kritiseret af New York State Assembly for at ledsage en kendt prostitueret, Fanny White, ind i parlamentet. Skal også have taget hende med til England, mens han efterlod sin gravide kone hjemme, og præsenteret hende for dronning Victoria under et alias, hvor efternavnet var det samme som hos en politisk modstander i New York. I 1859, i Lafayette Park, overfor det Hvide Hus, skød og dræbte Sickles Philip Barton Key, søn af Francis Scott Key og offentlig anklager i Washington D.C., som Sickles havde opdaget havde en
åbenlys affære med hans unge kone Teresa. Han blev anklaget fr overlagt mord, men blev frikendt efter en sensationel retssag, som for første gang i USA anvendte midlertidig sindssyge i gerningsøjeblikket som en lovlig grund. Hans forsvarsadvokat var Edwin M. Stanton, som senere blev USA's krigsminister. Sickles trak sig i kort tid tilbage fra det offentlige liv på grund af den megen røre om retssagen, om end han ikke opgav sin plads i Kongressen. Offentligheden var mindre forstående over for hans senere forsoning med sin kone efter retssagen end over for mordet og den uortodokse frifindelse.

## Borgerkrigen
Ved borgerkrigens udbrud havde Sickes et ønske om at genoprette sit offentlige ry og var aktiv i hvervningen af frivillige til hæren i New York. Han blev udnævnt til oberst i et af de fire regimenter, han organiserede. Han blev forfremmet til brigadegeneral i den frivillige hær i september 1861 og blev en af de berømte politiske generaler i unionshæren. I marts 1862 blev han tvunget til at opgive sin kommando, fordi Kongressen nægtede at godkende hans udnævnelse til general, men han bearbejdede flittigt sine politiske forbindelser i Washington og fik både sin rang og sin kommando tilbage den 24. maj 1862, i tide til at deltage i Peninsula kampagnen. På grund af denne afbrydelse var han ikke med under brigadens indsats i Slaget ved Williamsburg. Selv om han ikke havde den mindste militære erfaring, var hans ledelse af "Excelsior" brigaden kompetent i Slaget ved Seven Pines og Syv dages slaget. Han var fraværende i det Andet slag ved Bull Run, hvor han havde udnyttet sine politiske forbindelser til at få orlov for at tage til New York og rekruttere nye tropper. Han deltog heller ikke i Slaget ved Antietam, fordi III korps, hvor han var divisionskommandør, var stationeret ved Potomac flodens nedre løb til beskyttelse af hovedstaden.
Sickles var en nær allieret af generalmajor Joseph Hooker, som var hans første divisionskommandør og senere var øverstbefalende for hele hæren. Begge havde ry for at kravle opad i de politiske cirkler og for højt forbrug af alkohol og kvinder. Samtidige beretninger sammenlignede deres hovedkvarterer med en brutal bar og et bordel.
Sickles blev forfremmet til generalmajor den 29. november 1862, lige før Slaget ved Fredericksburg, hvor hans division var i reserven. Joe Hooker, som nu kommanderede Army of the Potomac, gav Sickles kommandoen over III Korps i februar 1863. Det var en kontroversiel beslutning i hæren, fordi han blev den eneste korpskommandør, som ikke var uddannet på West Point. Hans energi og evner var tydelige i Slaget ved Chancellorsville. Han indskærpede kraftigt, at fjendlige tropper, han så i sin sektor den 2. maj 1863, skulle forfølges. Sickles troede, at sydstatshæren var på tilbagetog, men disse tropper viste sig at være dele af Thomas J. "Stonewall" Jackson's korps, som sneg sig rundt om Unionens flanke. Han var også voldsomt imod Hookers ordrer, som fjernede ham fra godt forsvarsterræn i Hazel Grove. I begge disse episoder er det let at forestille sig, hvorledes det katastrofale slag kunne have endt ganske anderledes, hvis Hooker havde lyttet til hans råd.

### Gettysburg
Slaget ved Gettysburg indeholder den mest berømte episode i slutningen på hans aktive militære karriere. Den 2. juli 1863 beordrede den øverstkommanderende for Army of the Potomac, generalmajor George G. Meade Sickles' korps til at indtage en defensiv position i den sydlige ende af Cemetery Ridge, mellem II korps mod nord og en bakke ved navn Little Round Top mod syd. Sickles var ikke glad for at se det lidt højere terræn foran sin front, Peach Orchard (ferskenlunden). Han huskede måske stadig, hvordan hans korps var blevet maltrakteret af sydstatsartilleri ved Hazel Grove. I hvert fald ignorerede han sine ordrer og rykkede over en kilometer frem fra Cemetery Ridge. Det havde to effekter: det tyndede meget ud i, hvor kompakt en forsvarsposition hans korps stod i, og det skabte et fremspring i fronten, som kunne beskydes og angribes fra flere sider. Meade red frem til Sickles og konfronterede ham med hans ulydighed, men det var for sent. Sydstatshæren angreb med generalløjtnant James Longstreet's korps først og fremmest generalmajor Lafayette McLaws division, ødelagde III korps og gjorde det ubrugeligt i kampen. Sickles blev offer for en kanonkugle, som ødelagde hans højre ben. Mens han blev ført på en båre til en førstehjælpsstation, forsøgte han at styrke soldaternes moral ved at grine og pulse på en cigar på vejen. Hans ben blev amputeret om eftermiddagen, og han insisterede på at blive transporteret tilbage til Washington, D.C., som han nåede den 4. juli 1863 og dermed bragte nogle af de første nyheder om den store unionssejr frem. Han startede en PR kampagne for at sikre, at hans version af slaget blev stående.
Sickles var bekendt med et nyt direktiv fra generallægen om at indsamle og fremsende ”genstande af morbid anatomi… sammen med projektiler og fremmedlegemer som var blevet fjernet” til det nyetablerede ’’Army Medical Museum’’ i Washington, D.C. Han bevarede knoglerne fra sit ben såvel som kanonkuglen, som ødelagde det, og forærede det hele til museet sammen med et visitkort med teksten: "Med venlig hilsen fra generalmajor D.E.S." I adskillige år herefter skal han have besøgt sit ben på årsdagen for amputationen. Det er siden overgået til National Museum of Health and Medicine, hvor det fremvises på linje med knogler fra andre kendte, herunder hoften fra general Henry Barnum og ryghvirvler fra snigmorderen John Wilkes Booth og præsident James A. Garfield.
Sickles blev ikke stillet for en krigsret for lydighedsnægtelse efter Gettysburg, fordi han var blevet såret, og det blev antaget, at han ville holde sig i skindet. Dertil kom, at han var en magtfuld mand med politiske forbindelser, som ikke kunne straffes uden protester og gengældelse. Sickles kørte en ondartet, personlig kampagne mod general Meade efter borgerkrigen. Sickles mente, at Meade havde gjort ham uret ved Gettysburg, og at han fortjente en del af rosen for det vundne slag. I anonyme avisartikler og ved vidneudsagn for en kongreskomite fastholdt Sickles, at Meade hemmeligt havde planlagt at trække hæren tilbage fra Gettysburg på slagets første dag. Selv om hans bevægelse væk fra Cemetery Ridge kunne være i strid med hans ordrer, hævdede Sickles altid, at det var det rigtige at gøre, fordi det ødelagde sydstatshærens angreb ved at ændre dets retning og dermed beskyttede de egentlige mål, Cemetery Ridge og Cemetery Hill. Sickles' omgruppering overraskede rent faktisk Sydstaternes kommandører, og historikerne har lige siden diskuteret de reelle effekter af Sickles' handlinger ved Gettysburg.
Det lykkedes for Sickles at få en æresmedalje for sin indsats ved Gettysburg, selv om det tog ham 34 år at nå så vidt. Den officielle begrundelse, som fulgte med medaljen, omtalte, at Sickles ”udviste det mest iøjnefaldende mod på slagmarken, energisk modsatte sig fjendens fremmarch og fortsatte med at opmuntre sine tropper, efter at han selv var blevet alvorligt såret.”

## Karriere efter krigen
Trods sin invaliditet blev Sickles i hæren indtil krigens slutning og var skuffet over, at generalløjtnant Grant ikke ville tillade ham at vende tilbage til en feltkommando. I 1867 blev han udnævnt til midlertidig brigadegeneral og generalmajor i den regulære hær for sin indsats ved Fredericksburg og Gettysburg. Kort efter afslutningen på borgerkrigen i 1865 blev han sendt på en hemmelig mission til Colombia for at sikre, at landet ville overholde en traktat fra 1846, som tillod De Forenede Stater at transportere tropper over tangen ved Panama. Fra 1865 til 1867 havde han kommandoen over en række militærområder i Sydstaterne. I 1866 blev han udnævnt til oberst i det 42. infanteriveteranreservekorps, og i 1869 blev han pensioneret fra hæren med rang af generalmajor.
Sickles gjorde tjeneste som USA’s ambassadør i Spanien fra 1869-1874 og tog del i forhandlingerne, som udsprang af Virginius Affæren. Han beholdt sit ry som en damernes mand ved det spanske hof, og rygterne fortalte, at han havde en affære med den afsatte dronning Isabella II. I 1871 giftede han sig igen, efter at Teresa var død i 1867, med senorita Carmina Creagh, datter af Chevalier de Creagh fra Madrid, en spansk etatsråd, og han fik to børn med hende.
Sickles var præsident for staten New Yorks Board of Civil Service Commissioners fra 1888 til 1889, var sheriff i New York i 1890, og blev igen valgt til Repræsentanternes Hus
fra 1893 til 1895. I det meste af sin levetid efter krigen var han formand for staten New Yorks kommission for monumenter, men blev tvunget ud af en finansiel skandale. Han havde stor betydning for indsatsen for at bevare slagmarken ved Gettysburg og fremlagde lovgivning, der skulle skabe Gettysburg National Military Park, opkøbe privat jord og opstille monumenter. Et af hans vigtigste bidrag bestod i at købe det originale hegn, som blev brugt på East Cemetery Hill til at afgrænse parken. Dette hegn kom direkte fra Lafayette Park i Washington, D.C. Af de vigtigste øverste generaler, som kæmpede ved Gettysburg, er næsten alle blevet erindret med en statue ved Gettysburg. Sickles er en iøjnefaldende undtagelse. Da han blev spurgt, hvorfor der ikke var et monument over ham, skal han have sagt: ’’Hele slagmarken er et monument over Dan Sickles.’’
Sickles boede resten af sit liv i New York og døde i 1914. Han ligger begravet på Arlington National Cemetery.